# Combretum homalioides
Combretum homalioides är en tvåhjärtbladig växtart som beskrevs av Hutchinson och Dalziel. Combretum homalioides ingår i släktet Combretum och familjen Combretaceae. Inga underarter finns listade i Catalogue of Life.